# Cyclophragma centralistrigata
Cyclophragma centralistrigata är en fjärilsart som beskrevs av George Thomas Bethune-Baker 1904. Cyclophragma centralistrigata ingår i släktet Cyclophragma och familjen ädelspinnare. Inga underarter finns listade i Catalogue of Life.